# Edmond Baraffe
Edmond Baraffe (Annœullin, 19 ottobre 1942 – Bagnères-de-Bigorre, 19 aprile 2020) è stato un calciatore e allenatore di calcio francese, di ruolo attaccante.

## Carriera
Giocò nella massima serie francese con Red Star, Tolosa e Lille. La sua carriera si fermò a causa di un infortunio al ginocchio.
Muore il 19 aprile 2020 all'età di 77 anni.